# Melted Snow
Melted Snow è un brano musicale di Masami Okui pubblicato come singolo il 5 novembre 2008 dalla evolution. Il singolo è arrivato alla centoventunesima posizione nella classifica settimanale Oricon. Il brano è stato utilizzato nella colonna sonora del videogioco Fuyu no Rondo.

## Tracce
CD singolo EVCS-0013
1. Melted Snow
2. Shape of myself
3. Melted Snow (Instrumental)
4. Shape of myself (Instrumental)

## Classifiche
| Classifica (2008)                        | Posizione più alta |
| ---------------------------------------- | ------------------ |
| Giappone (Classifica settimanale Oricon) | 121                |